# سعد نزال
سعد نزال الشمري ، لاعب كرة قدم كويتي. يلعب مع نادي الجهراء.